# Sebastián Kindelán
Sebastián Kindelán y O'Regan, también conocido como Sebastián de Kindelán y Oregón (Ceuta, 30 de diciembre de 1757 – Santiago de Cuba, 4 de mayo de 1826) era un coronel en el Ejército español quién sirvió también como gobernador de Florida del Este (11 de junio de 1812 – 3 de junio de 1815) y de Santo Domingo (1818 – 1821), así también como gobernador provisional de Cuba (1822 – 1823).

## Biografía

### Años tempranos
Sebastián Kindelán nació el 30 de diciembre de 1757 en Ceuta, España. Era hijo de Vicente Kindelán Luttrell —oriundo de Luttrellstown en el este de Irlanda, hijo de Miguel Kindelán y de Cecilia Lutrell — y de María Francisca O’Reagan. Su padre era un irlandés establecido en España y enrolado en la infantería del Real Ejército español, logrando las posiciones de brigadier y gobernador militar de Zamora. Su madre era nativa de Barcelona pero ella probablemente era de ascendencia irlandesa. Tenía un hermano, Juan de Kindelán y O'Regan, y una hermana, María de la Concepción Kindelán y O'Regan. Kindelán se unió al Ejército español como cadete el 18 de noviembre de 1768. Durante este tiempo fue un soldado del regimiento de infantería de Santiago de Cuba.

### Carrera política
Kindelán asumió la gobernación de Santiago de Cuba y todo el territorio oriental de Cuba el 28 de marzo de 1799 durante un periodo políticamente sensible de la historia de la isla. En una carta fechada el 19 de febrero de 1804, algunos de los ciudadanos influyentes informaron a la Corona española la situación peligrosa de la isla, afirmando que el Gobernador Kindelán había alentado a los refugiados blancos de las revueltas en el Santos Domingo francés para asentarse en Cuba tras la retirada francesa de la porción occidental de La Española. Se quejaron de que algunos veinte mil o más inmigrantes franceses ya habían adquirido tierra en Cuba,  e importaban esclavos negros para trabajar sus plantaciones.  La misiva acusó al gobernador de irreligión e impudicia, denunciando sus hábitos licensiosos y su mal ejemplo para la sociedad. Kindelán refutó las denuncias enérgicamente, y defendió a los colonos franceses, exponiendo que estos eran pacíficos, y que no tenían intención alguna de incitar una revolución como la ocurrida en el Santo Domingo francés.
En una epístola a las autoridades en España fechada el 17 de mayo de 1804, Kindelán advirtió sobre recientes ataques en las colonias británicas por corsarios afincados en Cuba. Más tarde solicitó su traslado, y fue transferido a Florida del Este el 22 de septiembre de 1811. Fue promovido a brigadier de Infantería  en diciembre de aquel año. El 11 de junio de 1812, Kindelán era nombrado oficialmente Gobernador Real de Florida del Este, siendo nombrado por las Cortes de Cádiz. En 1812 el presidente Madison propició la guerra Patriota, un intento fallido de invasión de Florida, queriéndola hacer parte de los Estados Unidos. Los semínolas y sus miembros tribales de raza negra (seminolas negros), algunos de ellos esclavos, fueron en ayuda de España.
El gobernador Kindelán envió algunos dirigentes de la milicia negra para encontrarse con el cacique semínola Rey Payne y su sucesor Bowlegs, quién permitió a algunos de sus guerreros luchar junto a los españoles como gesto de fondo de buena voluntad. Kindelán expresó su satisfacción cuándo Bowlegs tomó doscientos de sus hombres para colaborar con el ejército español en el río St. Johns pero lamentó que cada vez los semínolas capturaban un esclavo, un caballo o cualquier objeto de valor,  dejaban el campo de batalla para saquear los poblados, así que su utilidad como combatientes era sólo provisional. Como sus predecesores, Kindelán utilizó traductores afrodescendientes —como el mulato libre Benjamin Wiggins, y el esclavo Antonio Proctor (Tony Doctor), a quien describía como "el mejor intérprete conocido de lenguas indias en la provincia"— para promover una alianza entre españoles, negros e indios. En julio de 1812, Proctor viajó a la villa semínola de Alachua para encontrarse con el cacique Payne, quién ordenó a varios centenares de sus guerreros a asistir al español.
Kindelán dejó la posición de Gobernador de Florida del Este el 3 de junio de 1815, cuándo esté nombrado agregado a la Plana Mayor de Cuba, pero el 12 de agosto de ese año a Kindelán le fue dado el rango de Lugarteniente en La Habana. Tres años más tarde, en 1818, fue nombrado gobernador suplente de la Colonia española de Santo Domingo, sucediendo a Carlos de Urrutia y Matos. Como gobernador, enfrentó el problema de que los haitianos quisieron anexarse esa parte de la isla Española. El de 12 de septiembre de 1819, a Kindelán le fue otorgada la Cruz Magnífica de San Fernando, en tercera clase, por sus esfuerzos en Florida en 1813 para detener los ataques estadounidenses en la colonia; fue creado Caballero de la Orden de Santiago.
Kindelán fue reemplazado por el brigadier Pascual Real como capitán general y gobernador de Santo Domingo en 1821, quien gobernó brevemente pues fue derrocado por José Núñez de Cáceres quien declaró el 30 de noviembre la independencia de Santo Domingo como Haití Español. En 1822, como Cabo Subalterno, fue nombrado provisionalmente Capitán General y Gobernador de Cuba para reemplazar a Nicolás Mahy y Romo. Al igual que su predecesor, Kindelán se esforzó en unir el poder civil y el militar y en el cargo de Capitán General; este esfuerzo despertó el antagonismo entre las tropas españolas y la milicia local. Entre 1824 y 1826 fungió como mariscal de campo del ejército real; falleció en Santiago de Cuba el 4 de mayo de 1826, ostentando dicho rango.

## Vida personal
Kindelán casó con Ana Manuela Mozo de la Torre Garvey en la Catedral de Santiago de Cuba el 11 de diciembre de 1801. El matrimonio tuvo seis niños: Juan (nacido en Santiago de Cuba el 8 de septiembre de 1806),  Bárbara, Vicente (1808 – 1877), Fernando (1808 – 1889), María (1810 – 1879) y Mariana (1810 – 1880).